# Estilbe
Estilbe (en grec antic: Στίλβη) va ser una nimfa, filla del déu-riu Peneu i de la nimfa Creüsa.
Apol·lo es va unir amb ella, i va tenir dos fills, Centaure, epònim dels centaures i Làpites, epònim del llinatge dels làpites, el poble de Tessàlia. En una altra versió del mite, Centaure era el fill d'Ixíon i Nèfele. Es deia d'Eneu, el pare de Cízic, que també era fill d'Apol·lo i d'Estilbe.